# Comté de Meade (Dakota du Sud)
Pour les articles homonymes, voir Comté de Meade et Meade.
Le comté de Meade est un comté situé dans l'État du Dakota du Sud, aux États-Unis. En 2010, sa population est de 25 434 habitants. Son siège est Sturgis.

## Histoire
Créé en 1889, le comté doit son nom au Fort Meade, lui-même nommé en l'honneur du général George Meade.

## Villes du comté
- Cities :
  - Box Elder
  - Faith
  - Piedmont
  - Sturgis
  - Summerset
- Census-designated places :
  - Blackhawk
  - Blucksberg Mountain

## Démographie
Selon l'American Community Survey, en 2010, 97,18 % de la population âgée de plus de 5 ans déclare parler l'anglais à la maison, 1,20 % l'espagnol et 1,62 % une autre langue.
| 1890  | 1900  | 1910   | 1920  | 1930   | 1940  |
| ----- | ----- | ------ | ----- | ------ | ----- |
| 4 640 | 4 907 | 12 640 | 9 367 | 11 482 | 9 735 |

| 1950   | 1960   | 1970   | 1980   | 1990   | 2000   |
| ------ | ------ | ------ | ------ | ------ | ------ |
| 11 516 | 12 044 | 16 618 | 20 717 | 21 878 | 24 253 |

| 2010   | - | - | - | - | - |
| ------ | - | - | - | - | - |
| 25 434 | - | - | - | - | - |